# Iron Sky
Iron Sky (finsk titel Rautataivas) er en finsk-tysk-australsk science fiction-komedie fra 2012 instrueret af Timo Vuorensola. Hovedrollerne spilles af Julia Dietze, Christopher Kirby og Götz Otto. Filmen handler om "rumnazister" som i 2018 kommer tilbage fra en hemmelig base på Månen for at generobre Jorden.
Verdenspremieren på Iron Sky fandt sted på Filmfestivalen i Berlin 11. februar 2012. I Danmark havde filmen biografpremiere 19. april samme år, efter pres fra sociale medier og fans.

## Handling
Filmen fortæller en kontrafaktisk historie om tyske nazister, som mod slutningen af Anden verdenskrig skal have gjort store fremskridt indenfor antigravitationsforskningen, og sendt rumskib til Månens bagside og etableret militærbasen Schwarze Sonne ("Sort sol") i Schrödingers månekrater. Nazisternes plan har været at bygge en slagkraftig rumflåde for at vende tilbage og erobre Jorden. Handlingen foregår i 2018 da rumnazisterne sætter planen i værk og angriber Jorden med et brag.

## Rolleliste
- Julia Dietze som Renate Richter
- Götz Otto som Klaus Adler
- Christopher Kirby som James Washington
- Tilo Prückner som Doktor Richter
- Udo Kier som Wolfgang Kortzfleisch
- Peta Sergeant som Vivian Wagner
- Stephanie Paul som USA's præsident (parodi på Sarah Palin)

## Produktion
Efter successen med lavbudgetfilmen Star Wreck: In the Pirkinning, ville det samme filmteam lave en ny film. Produktionen begyndte tidligt i 2006.
Iron Sky er en voldsom og fantasifuld eventyrfilm og actionkomedie med en mængde spektakulære digitale specialeffekter. Filmen har delvis retrodesign og leger med "gammeldags" flyvende tallerkener, luftskibe og tysk militæræstetik fra 2. verdenskrig.
Allerede før filmen var færdig, havde den en stor fanskare af tilhængere som også delvis bidrog til udviklingen af filmen.